# Etienne Eto'o
Etienne Eto'o Pineda (Palma de Mallorca, España, 18 de agosto de 2002) es un futbolista español de origen camerunés que juega como delantero. Su actual equipo es el Rayo Vallecano B de Tercera Federación. Es hijo del exfutbolista Samuel Eto'o.

## Carrera
Formado en la cantera del RCD Mallorca también jugó en el juvenil del Atlético Baleares.
Tras jugar en el juvenil del Real Oviedo, en la temporada 2021-22 fichó por el filial del Vitória Guimaraes de Portugal para jugar en la Liga Revelação.
En la temporada 2022-23 fichó por la Unión Deportiva Poblense de la Tercera Federación española.
En la temporada 2023-24 ficha por el Rayo Majadahonda que lo cedió al Club Unión Collado Villalba con el que marcó 15 goles. Uno de ellos para evitar el descenso del club a la Regional Preferente madrileña.
En la temporada 2024-25 fichó por el Rayo Vallecano para jugar en su filial. En su debut, el 29 de octubre de 2024, con el Rayo marcó el quinto gol en la victoria del equipo madrileño por 0 a 5 contra el C.D. Villamuriel en la Copa del Rey.

### Selección nacional
Ha jugado en la selección de fútbol sub-20 de Camerún con la que participó en la Copa Africana de Naciones Sub-20 en la edición de 2021.

## Clubes
Actualizado al último partido disputado el 30 de octubre de 2024.
| Club                   | País   | Año       | Partidos | Goles |
| ---------------------- | ------ | --------- | -------- | ----- |
| U. D. Poblense         | España | 2022-23   | 22       | 4     |
| C. F. Rayo Majadahonda | España | 2023-24   | 1        | 0     |
| C. U. Collado Villalba | España | 2023-24   | 30       | 15    |
| Rayo Vallecano "B"     | España | 2024-Act. | 8        | 6     |
| Rayo Vallecano         | España | 2024-Act. | 1        | 1     |